# Antoni Comín
Antoni Comín Oliveres (Barcelona, 7 de marzo de 1971), conocido como Toni Comín, es un filósofo y político español. Actualmente es vicepresidente ejecutivo del Consejo por la República y diputado en el Parlamento Europeo desde julio de 2019. En 2024 fue reelegido eurodiputado.

## Biografía
Es el cuarto hijo del político e intelectual Alfonso Carlos Comín y María Luisa Oliveras, detrás de María, Pere y Betona. Está emparejado con el escenógrafo Sergi Corbera y son padres de una hija, Laia.
Cursó sus estudios de primaria, secundaria y bachillerato en la escuela Santa Anna, en Barcelona, y los de música con especialidad en piano, hasta el grado superior en la Escola de Música de Barcelona. Se licenció en filosofía y letras, y en ciencias políticas por la Universidad Autónoma de Barcelona y en 1996 obtuvo la beca Robert Schuman para hacer un stage en la sede del Parlamento Europeo, en Luxemburgo. Más tarde cursó el Postgrado en Humanidades en la Universidad Pompeu Fabra donde obtuvo el posgrado.
Inició su carrera profesional como docente en el colegio del Sagrat Cor de Barcelona y desde 1998 hasta 2017 fue profesor en el Departamento de Filosofía social en ESADE (Universidad Ramon Llull).
Es hijo del político antifranquista aragonés Alfonso Carlos Comín Ros y nieto del diputado y dirigente del carlismo Jesús Comín Sagüés. Estudió bachillerato en la escuela Santa Anna en Barcelona y se licenció en filosofía y ciencias políticas en la Universidad Autónoma de Barcelona. Es profesor de ciencias sociales en ESADE (Universidad Ramon Llull), miembro de la Fundación Alfonso Comín y del Centro de estudios de Cristianismo y Justicia. Ha colaborado además con la revista El Ciervo, el diario El Mundo-Cataluña y en la tertulia de RAC 1 El Perqué de tot plegat, entre otros medios de comunicación.

## Entrada en política
Antoni Comín y Oliveres es miembro de la Fundación Alfonso Comín. La figura de Alfonso Comín, uno de los líderes más carismáticos y queridos de la oposición democrática al franquismo, es esencial para comprender la trayectoria intelectual y política de su hijo, Antoni Comín. Alfonso Comín representaba la corriente cristiana de izquierdas durante la lucha antifranquista y los primeros años de la transición en España. Siempre defendiendo los valores de la igualdad, la justicia social y el catalanismo, al mismo tiempo que tenía unas profundas convicciones cristianas, Alfonso Comín es una de las mayores influencias en el pensamiento político de Toni Comín.
Aunque sus inquietudes políticas vienen de lejos -siempre alrededor de las fuerzas políticas de izquierdas y catalanistas- empieza su militancia más activa participando en el movimiento altermundista, originado alrededor del Foro Social Mundial.
De 2003 hasta 2011 formó parte del movimiento político de carácter progresista, republicano y federal, creado por Pasqual Maragall: Ciutadans pel Canvi que agrupaba sectores de la izquierda catalanista más allá de los partidos políticos y que se presentaba en las elecciones al Parlamento de Cataluña en coalición con el Partido Socialista (PSC).

## Diputado en el Parlamento de Cataluña
Toni Comín fue elegido diputado en el Parlamento de Cataluña en las elecciones de 2003 dentro de la candidatura de Ciutadans pel Canvi-PSC. Durante esta primera legislatura como diputado, fue secretario de la Comisión de Asunto Institucionales, desde donde pudo seguir en primera línea la elaboración del nuevo Estatuto de Autonomía de Cataluña aprobado en referéndum en 2006, y colaboró activamente en las políticas de impulso de la economía social y el cooperativismo del Gobierno de Cataluña, además de presidir la Comisión Interdepartamental responsable del diseño y la gestión de la Renta Mínima de Inserción.
En las elecciones de 2006 vuelve a ser elegido diputado y es nombrado presidente de la Comisión de Peticiones, portavoz de la comisión de Cooperación y Solidaridad, y portavoz adjunto en la comisión de Economía, encargado de temas fiscales. Durante este mandato, participa activamente en la reforma del impuesto de sucesiones.
Ese mismo año asume la coordinación política de Ciutadans pel Canvi, donde liderará la Iniciativa Legislativa Popular para una nueva Ley electoral en Cataluña, la campaña "Vía Federal"», puso sobre la mesa por primera vez la necesidad de una reforma constitucional que reconociera el derecho a la autodeterminación de Cataluña, así como la campaña en favor de la Renta Básica en el ámbito del socialismo catalanista.
Durante dicho periodo, Toni Comín es nombrado vicepresidente de la Fundación Catalunya Segle XXI donde coordina el proyecto "Consulta para la Justicia Global", nacido del diálogo "Cómo hacer justa la Globalización", en el marco del Foro Universal de Culturas de Barcelona de 2004. A raíz de este proyecto nace la exposición "Canvi de Rumb, 9 condicions per a un món sense pobresa", de la que fue comisario, y que tuvo lugar en el Castillo de Montjuic, 2010; en el Recinto modernista de Sant Pau, 2011-2012 y en el Centro Cultural Fundació Caixa de Terrassa, 2013.
Durante aquellos años fue también coordinador e impulsor del Seminario sobre "Democracia Económica", promovido por la Federación de Cooperativas de Trabajo de Cataluña.

## Evolución hacia el independentismo
Tras la sentencia del Tribunal Constitucional del 2010 sobre el Estatuto de Autonomía de Cataluña de 2006 y sus consecuencias políticas, el diciembre del 2013, junto con otros miembros del Partido de los Socialistas críticos con el alejamiento del Partido de su tradición catalanista, crearon un nuevo movimiento: Socialismo, Cataluña y Libertad. Desde este espacio se fue acelerando su acercamiento al movimiento independentista y a ERC, que se concretó el 2015 con su inclusión a las listas de la candidatura independentista Junts pel Sí, a las elecciones en el Parlamento de Cataluña de la mano de ERC.

## Consejero del Gobierno de la Generalidad
El 13 de enero de 2016, el nuevo presidente de la Generalidad, Carles Puigdemont lo nombró consejero de Salud del Gobierno de Cataluña. Desde el Departamento de Salud, sus prioridades fueron:
- revertir los recortes presupuestarios que había sufrido el sistema de salud durante la Gran Recesión,
- reducir las listas de espera para las intervenciones quirúrgicas y visitas al especialista, mejorar el sistema de urgencias y emergencias,
- impulsar las políticas de salud mental desde el paradigma comunitario,
- revertir los conciertos con los hospitales privados con ánimo de lucro,
- promover una reforma estructural y continuada de la Atención Primaria,
- poner la lucha contra las desigualdades en salud en el centro de todas las políticas,
- fortalecer el sistema de Salud Pública e impulsar la estrategia de la salud en todas las políticas,
- promover la estabilidad laboral de los profesionales sanitarios,
- recuperar la política de inversiones en infraestructuras sanitarias (con especial atención a la renovación integral de los dos grandes hospitales de Cataluña, el Valle de Hebrón y el Clínico),
- y transformar el modelo asistencial vigente hasta entonces por algunos colectivos específicos ( transexuals, pacientes de fibromialgia, fecundación in vitro para mujeres lesbianas, etc), entre otros.[17]

## Referéndum del 1 de octubre de 2017
El día 1 de octubre de 2017, pese a la prohibición del Tribunal Constitucional, tuvo lugar un referéndum de independencia de Cataluña. Como el resto de miembros del Gobierno autonómico, fue destituido de su cargo de consejero de Salud de la Generalidad de Cataluña por el Gobierno de España en aplicación del artículo 155 de la Constitución Española el día 27 de octubre de 2017. El 30 de octubre de 2017 salió de España hacia Bruselas junto con Carles Puigdemont y tres consejeros más del gobierno: Clara Ponsatí, Lluís Puig y Meritxell Serret.

## Estancia en el extranjero
Antoni Comín se estableció junto con parte de exmiembros del gobierno catalán en la capital belga, por lo que la Justicia española comenzó a trabajar en obtener su extradición. La Audiencia Nacional emitió su primera euroorden el 3 de noviembre. En ese entonces, Toni Comín ya había elegido residir en la ciudad universitaria de Lovaina. La justicia belga fijó su decisión sobre la extradición para el 14 de diciembre, pero el juez Llarena del Tribunal Supremo desactivó la euroorden de detención para evitar que la Justicia belga restringiera los delitos que le imputa el Supremo.
El 7 de diciembre cerca de 45.000 manifestantes catalanistas participan en la manifestación convocada por Òmnium y la ANC con el lema "Desperta, Europa" en las calles del barrio europeo de Bruselas. En las elecciones del 21 de diciembre, el independentismo mantuvo la mayoría en el parlamento de Cataluña, y Toni Comín fue elegido diputado como independiente en las listas de Esquerra Republicana de Catalunya.
El 22 de marzo de 2018, el juez Llarena del Tribunal Supremo emite la segunda euroorden contra los exmiembros del gobierno catalán que se encontraban fuera de España. Esta será rechazada por el juez belga un año más tarde, el 16 de mayo de 2019 por un defecto de forma. El 12 de julio, el tribunal de Schleswig-Holstein (Alemania) descarta extraditar a Carles Puigdemont por rebelión, por lo que días después, el día 19 del mismo mes, el Tribunal Supremo decide retirar en bloque todas las euroórdenes contra Toni Comín y Puigdemont, del mismo modo que con las emitidas contra Lluís Puig, Clara Ponsatí y Meritxell Serret.

## Parlamento Europeo

### La lucha por el escaño
Las elecciones del Parlamento Europeo de 2019 suponen el inicio de un nuevo contexto respecto a su situación judicial y la normativa para conseguir el acta de eurodiputados. En primer lugar, la Junta Electoral Central los deja fuera de la lista "Lliures per Europa", después de que el PP y Ciudadanos recurrieron contra su candidatura argumentando su situación judicial. Sin embargo, esta decisión fue recurrida y finalmente su candidatura fue permitida por los juzgados de lo Contencioso-Administrativo de Madrid y ratificada por el Tribunal Constitucional, frente a unos nuevos recursos de PP y Cs, procediéndole a proclamar candidato la Junta Electoral Central.
El 26 de mayo, en las elecciones europeas, la lista de Junts i Lliures per Europa encabezadas por Puigdemont gana en Cataluña al sumar casi un millón de votos, hecho que le proporcionó dos escaños. Antoni Comín ocupaba el segundo lugar de la lista, por ende fue elegido eurodiputado.
Una vez escogidos, la Junta Electoral rechaza que el juramento de la Constitución española se realizara a través de su abogado al exigir la Ley Electoral la jura presencial de los elegidos en el Congreso de los Diputados, cosa que les impide tomar posesión del escaño cuando empieza la legislatura. Sin embargo, el 19 de diciembre de 2019 el Tribunal de Justicia de la Unión Europea dicta nueva jurisprudencia en el proceso de elección de los eurodiputados en el caso que afectaba a Oriol Junqueras, hecho que tuvo efectos inmediatos en el proceso de Comin y Carles Puigdemont. Así, después de seis meses de ser elegidos, el Parlamento Europeo aceptó la toma de posesión de sus escaños en el Parlamento Europeo a Toni Comín y Carles Puigdemont.
Mientras, el 14 de octubre, el juez Llarena dicta por tercera vez una euroorden contra Puigdemont y Toni Comín por los delitos de sedición y malversación, horas después de que el Tribunal Supremo notificase la sentencia en la que se condenaban a penas de entre 9 y 13 años a nueve líderes del Procés. Pero el 2 de enero de 2020, la Justicia belga suspende el procedimiento por el cual debía decidir si los entregaba o no a España al constatar que gozaban de inmunidad parlamentaria.

### Inmunidad Parlamentaria
El 16 de enero de 2021, el Parlamento Europeo anuncia el inicio del suplicatorio contra Carles Puigdemont, Toni Comín y Clara Ponsatí (que entraría como eurodiputada tras el Brexit) con el objetivo de retirarles la inmunidad que les corresponde y poder reactivar la euroorden.
El 8 de marzo de 2021 el Parlamento Europeo votó a favor de retirar la inmunidad parlamentaria a Comin, Puigdemont y Ponsati para que puedan ser puestos a disposición del Tribunal Supremo. Sin embargo, actualmente el suplicatorio se encuentra pendiente de la sentencia sobre el recurso que los tres eurodiputados presentaron ante el TJUE.

### Actividad parlamentaria
En el Parlamento Europeo, Toni Comín es miembro de las Comisiones de Desarrollo y Ayuda Humanitaria. También es miembro de la comisión de Medio Ambiente, Salud Pública y Seguridad Alimentaria. Durante la legislatura, Toni Comín ha sido especialmente activo reivindicando eliminar las patentes de las vacunas contra la COVID-19 con tal de acelerar el proceso de vacunación en los países del Sur, y en las cuestiones relativas a la lucha contra el cambio climático.

### Elecciones al Parlamento Europeo (2024)
Se presentó en la candidatura de Junts para las elecciones al Parlamento Europeo de 2024, obteniendo su escaño de eurodiputado.

## Consejo por la República
Toni Comín es vicepresidente y responsable ejecutivo del Consejo por la República desde su presentación en el Salón de Sant Jordi del 30 de octubre de 2018. El Consell tiene como misión la defensa del mandato derivado del referéndum del 1 de octubre, de acuerdo con el cual Cataluña debe convertirse en un Estado independiente en forma de República. Este ha preservado su legitimidad y trabaja en hacerlo plenamente efectivo. El Consell, desde Bélgica, trabaja para difundir la causa independentista a escala internacional. Se considera el embrión de las instituciones de la República catalana proclamada en octubre de 2017.
El 29 de febrero de 2020 el Consell realizó un acto multitudinario en el Parc de les Exposicions de Perpiñán con la presencia de entre 100.000 y 200.000 personas.
Desde junio de 2024, Toni Comín está siendo objeto de una virulenta campaña de Prensa, iniciada por El Mony continuada por El Confidencial. En ella, citando una carta enviada por CATglobal, entidad creada para dar cobertura legal al Consell de la Republica, se acusa a Toni Comin de desvíar donaciones hacia entidades afines así como hacia gastos particulares. A fecha de hoy, 30 de junio de 2024, ni Toni Comín ni el MHP Carles Puigdemont han dado respuesta pública a estas acusaciones.

## Colaboraciones con medios de comunicación
Durante toda su trayectoria profesional, Antoni Comín ha sido un colaborador regular en muchos medios de comunicación, especialmente en prensa escrita y en la radio. Artículos, tertulias y colaboraciones diversas donde ha podido compartir su visión de la actualidad de los últimos decenios en Cataluña, España, Europa y el resto del mundo.
En 1993 entró a formar parte del consejo de redacción de la revista el Ciervo -fundada entre otros por su padre, Alfonso Comín- donde colaboró y publicó artículos regularmente y de forma ininterrumpida durante más de 20 años, hasta 2015.
También ha colaborado regularmente con el semanario La República con artículos entre los años 2018 y 2020. Anteriormente también había publicado regularmente durante varios años, primero en El Mundo (edición de Cataluña), y después en el diario Ara. Durante toda su trayectoria profesional ha publicado artículos en muchos otros medios escritos como diarios y revistas; entre ellos, El País, El Periódico, El Punt Avui, Iglesia Viva o Quaderns de Cristianisme i Justícia, entre otros.
Su presencia en diversos medios audiovisuales de Cataluña también ha sido constante. Su primera colaboración fue con el programa Postres de Músic en Catalunya Radio el 1998 y participó más tarde regularmente en otras tertulias políticas en esa misma emisora, así como en otros programas en Barcelona Televisió, COM Radio y en la tertulia nocturna de RAC1. Durante cinco años fue tertuliano del programa líder de las matinales de ràdio a1 Cataluña y El perquè de tot plegat en RAC1.

## Obras
- El sentido político de la marginación (Sal Terrae, 1996)
- "Emmanuel Mounier" (10 pensadors cristians del segle XX, 1997)
- Els canvis són possibles (1998)
- La igualtat, una fita pendent. Cristianisme i Justícia. (1999)[48]
- La mundialización: aspectos políticos, a ¿Mundialización o conquista? (1999)
- La unidad perdida del ser y el pensar (2000)
- Emmanuel Mounier, el seu impacte en el pensament polític (Diálegs, 2001)
- "Política e interioridad" (a La interioridad, un paradigma emergente, 2002)
- Los cambios son posibles (2002)
- Globalizar la política para democratizar la economía, a Mundo global, justicia parcial (2003)
- Autoritat mundial. Per a un lideratge planetari legítim. Cristianisme i Justícia. (2005)[49]
- Federalismo de la diversidad, en nombre de la igualdad (a Hacia una España plural, social y federal, 2005)
- Cuando llueve, sin duda hace falta un paraguas (a Sobre el presente y el futuro del sindicalismo, 2006)
- A fronte del dogmatismo, un elogio della critica, non del relativismo (2006)
- Governabilitat democràtica global: Proposta d'organització institucional (2007)
- "Europa dividida" (a Món dividit, 2007)
- Les paraules del socialisme (2008)
- Democràcia Econòmica. Cap a una alternativa al capitalisme (2009)
- "Notas (intempestivas) sobre el liberalismo" (a Liberalismo vs Socialdemocracia, 2010)